# Суарес, Элза
Элза да Консейсао Суарес (порт.-браз. Elza da Conceição Soares, 23 июня 1930 в Рио-де-Жанейро — 20 января 2022 в Рио-де-Жанейро) — бразильская певица в стиле самба, иногда называемая «королевой самбы».

## Биография

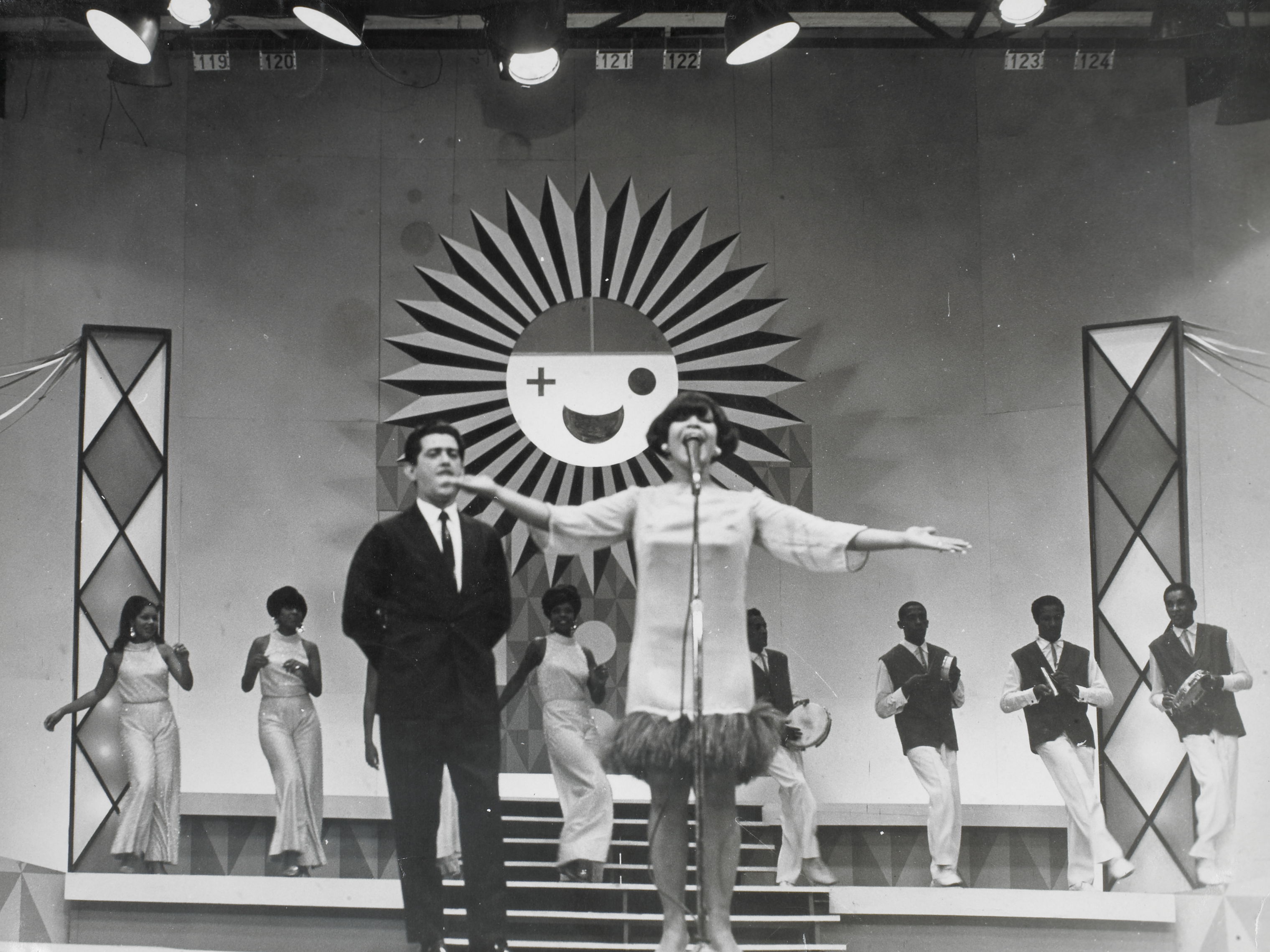
Выступление в 1967 году.

Элза Суарес родилась в фавелах Рио-де-Жанейро.
Примерно в 16 лет она выиграла музыкальный конкурс на радио, который проводил знаменитый композитор Ари Баррозу. Несколько лет она выступала крунером в коллективе под руководством Хоакима Нельи, затем гастролировала с другими музыкантами.
Её первым хитом стала песня «Se Acaso Você Chegasse» (1959), а через год был записан одноимённый дебютный альбом.
В 1962 году Элза Суарес отправилась в Чили, чтобы поддержать на чемпионате мира по футболу сборную Бразилии. Во время одной из вечеринок у неё завязался бурный роман с нападающим Гарринчей. Когда Гарринча оформил развод с женой, пара поженилась. В браке родился сын Мануэл Гарринча дос Сантос Жуниор, в десятилетнем возрасте погибший в автокатастрофе. В 1977 году (через год после рождения сына) Элза и Гарринча развелись.
Пиком карьеры Суарес был конец 60-х, когда она выпустила несколько хитов и успешных альбомов.
В период военной диктатуры в Бразилии она записала антиправительственную песню «Opiniao» («Мнение»), что вскоре привело к аресту и вынужденному переезду в Италию. В 1972 году она вернулась в Бразилию, но через несколько лет снова покинула страну и поселилась в Нью-Йорке.
В 80-х Суарес выступала с Os Titãs, записала хит «Lingua» вместе с Каэтану Велозу. 

Громкое возвращение состоялось в 1997 году с альбомом Trajetória, за который она получила Prêmio Sharp как лучшая исполнительница самбы. 

В 2000-х Суарес регулярно выступала и записывала альбомы, один из них — Do Coccix Ate O Pescoco — был номинирован на Latin Grammy Awards 2003 как лучший альбом в стиле Musica Popular Brasileira.
Скончалась 20 января 2022 года, на 92-м году жизни, в своём доме в Рио-де-Жанейро.